# پولر (جورجیا)
پولر، جورجیا (به انگلیسی: Pooler, Georgia) یک شهر در ایالات متحده آمریکا با جمعیت ۲۰٬۵۹۸ نفر است که در جورجیا واقع شده‌است.

## موقعیت جغرافیایی
موقعیت جغرافیایی شهرها و مناطق اطراف به شرح زیر است: